# Chūō-ku (Fukuoka)
Pour les articles homonymes, voir Chūō-ku.
Chūō (中央区, Chūō-ku) est l'un des sept arrondissements de la ville de Fukuoka au Japon. Il est situé au centre de la ville.
En 2016, sa population est de 192 964 habitants pour une superficie de 15,4 km2, ce qui fait une densité de population de 12 530 hab./km2.

## Histoire
L'arrondissement a été créé en 1972 lorsque Fukuoka est devenue une ville désignée par ordonnance gouvernementale.

## Lieux notables
On y trouve les quartiers Tenjin et Daimyō, parmi les plus grands de Kyūshū, Nagahama, connu pour son marché aux poissons et le parc Ōhori.
Le Fukuoka Dome, le musée d'art de Fukuoka et le château de Fukuoka se trouvent dans l'arrondissement.

## Transport publics
L'arrondissement est desservi par la ligne Tenjin Ōmuta de la compagnie Nishitetsu, ainsi que par les lignes Kūkō et Nanakuma du métro de Fukuoka.